# Lumbrineris minuscula
Lumbrineris minuscula är en ringmaskart som beskrevs av Moore 1911. Lumbrineris minuscula ingår i släktet Lumbrineris och familjen Lumbrineridae. Inga underarter finns listade i Catalogue of Life.